# Joseph Barrell

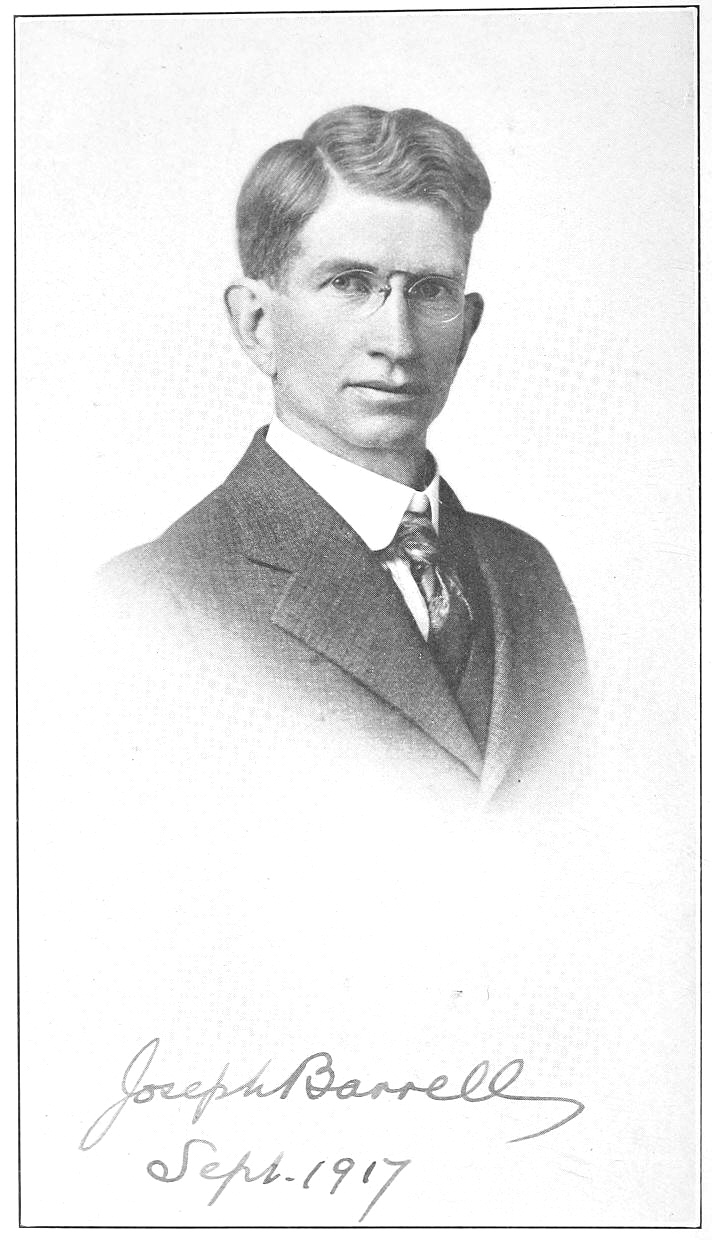

Joseph Barrell, född 15 december 1869, död 4 maj 1919, var en amerikansk geolog.
Barrell var professor i geologi först i South Bethlehem, Pennsylvania, och från 1904 vid Yale University. Han har utmärkt sig genom författarskap i allmän och dynamisk geologi. Barrell framställde angående jordens uppkomst en hypotes, enligt vilken jorden skulle ha bildats av meteoriskt stoff, som samlats ur världsrymden och vid sin bildning varit glödande, smält tillstånd. Hans hypotes är en modifikation av Thomas Chrowder Chamberlins planetesimalhypotes.